# 程文 (弘治進士)
程文（1453年—？），字煥章，直隸徽州府婺源縣人，民籍，明朝政治人物。

## 生平
應天府鄉試第七十七名舉人。弘治十八年（1505年）中式乙丑科會試第一百名，三甲第四十九名進士。歷官大理寺左寺正，正德九年（1514年）六月升廣東按察司佥事。

## 家族
曾祖程繼善；祖父程望安；父程廣，南京戶部主事。母汪氏。慈侍下。弟顯、大。